# Котлов, Иван Фёдорович
Иван Федорович Котлов (7 февраля 1874 — 29 декабря 1919) — рабочий-революционер, участник борьбы за власть Советов на Украине, один из известных деятелей Харьковской большевистской организации.

## Биография
Иван Фёдорович Котлов родился 7.02.1874 г. в селе Шлыково Костромской губернии в семье бедняка Разума Мироновича Смирнова, он был двенадцатым ребёнком в семье, поэтому уже с 3-х лет ему пришлось собирать милостыню.

Его усыновила семья охотника Котлова, дав мальчику фамилию и отчество главы бездетной семьи. В 19 лет он женился на дочери рабочего Путиловского завода и переехал в Петербург, где устроился грузчиком в порту.
Преследования за участие в забастовке вынуждает его переехать в Николаев и уже отсюда в 1900 г. его переводят как неблагонадёжного рабочего в заканчивающиеся строиться в это время в Крюкове вагоноремонтные мастерские, где он работает маляром, знакомится с Г. И. Петровским и через два года, в 1902 г., организует в среде рабочих вагоноремонтных мастерских подпольный социал-демократический кружок, поддерживающий связи с искровскими организациями Екатеринослава, Николаева, Полтавы.
В конце 1903 года партийной организацией Кременчуга были обсуждены материалы II съезда РСДРП. Члены социал-демократического кружка Крюковских вагоноремонтных мастерских во главе с Иваном Федоровичем Котловым и Григорием Максимовичем Новохатским присоединились к большевикам. По заданию партийного комитета в декабре 1904 года И. Ф. Котлов организовал сбор денег для поддержки бастующих бакинских рабочих. Одновременно он и его товарищи готовили рабочих мастерских к стачке.
В революции 1905—1907 г.г. принимает активное участие и по поручению Кременчугского комитета партии организует в начале февраля 1905 г. печатание листовок. Усилиями жандармерии в 1915 г. переводится в Харьков, где снова продолжает подпольную работу. Участвует в организации Ивановского (Железнодорожного) районного комитета РСДРП(б), участвовал в создании отрядов Красной гвардии, в борьбе за установление советской власти в городе.
В революционные дни 1917 г. назначается комиссаром вагоностроительного завода. Отсюда и уезжает с агитпоездом.
Агитирующий за установление Советской власти агитационный поезд состоял из 5 вагонов, украшенных красными знамёнами, плакатами и призывами; один вагон — библиотека политической литературы. С поездом следовала боевая дружина, пропагандистская группа, в состав которой входили И. Ф. Котлов, А. К. Сербиченко, А. Г. Скороход, П. Ф. Лебедев, И. Я. Грязев и другие. Поезд следовал по маршруту Харьков-Севастополь-Феодосия-Керчь-Николаев-Кременчуг-Полтава, устраивая на станциях митинги и сборы трудящихся, разъясняя положение дел и политические задачи момента, раздавая листовки, брошюры и другую политическую литературу. Итогом работы агитационного поезда была и установка связи между партийными организациями РСДРП(б) на Украине
В годы Гражданской войны был назначен председателем Южных и Донецких железных дорог, но подорванное в тюрьмах здоровье дало о себе знать и 29.12.1919 г. умирает от сыпного тифа.

## Память
В честь И.Ф. Котлова названы:
- Кременчугский дом культуры
- улица, сквер, переулок и парк в Кременчуге, переименованы в середине 2016 года[1]
- улица Харькова, которой в начале 2016 года было возвращено название Большая Панасовская[2]

На улице Котлова (теперь улица Большая Панасовская) на площади перед Дворцом культуры железнодорожников в Харькове Ивану Федоровичу в ноябре 1958 года был установлен памятник. Авторы памятника — скульптор Б. П. Корольков и архитектор М. Д. Коля. Вечером 17 мая 2015 г. памятник был разрушен вандалами. На следующий день (18 мая) он был вывезен.
На территории Публичного акционерного общества «Крюковский вагоностроительный завод» И. Ф. Котлову установлен бюст.

## Декоммунизация
В октябре 2015 г. Иван Котлов попал в опубликованный «Украинским институтом национальной памяти» «Список лиц, подпадающих под закон о декоммунизации».